# Коронель-Прінглес (округ)
Округ Коронель-Прінглес (ісп. Coronel Pringles) — адміністративно-територіальна одиниця 2-ого рівня у провінції Буенос-Айрес в центральній Аргентині. Адміністративний центр округу — Коронель-Прінглес (ісп. Coronel Pringles).
Населення округу становить 22933 особи (2010). Площа — 5257 кв. км.

## Історія
Округ заснований у 1882 році.

## Населення
У 2010 році населення становило 22933 особи. З них чоловіків — 11115, жінок — 11818.

## Політика
Округ належить до 6-ого виборчого сектору провінції Буенос-Айрес.